# Martha Orr
Compléments
créatrice de Apple Mary
Martha Orr, née le 21 octobre 1908 à Hillyard dans l'état de Washington et morte le 27 juillet 2001 à Winter Park en Floride, est une autrice de comic strips américaine connue surtout pour sa création Apple Mary.

## Biographie
Martha Orr naît le 21 octobre 1908 à Hyliard dans l'état de Washington. Elle est la nièce du dessinateur de presse Carey Orr. En 1934, alors qu'elle vient d'achever ses études à l'Art Institute of Chicago, elle crée la série Apple Mary dont l'héroïne est une femme âgée qui vend des pommes dans une charrette. Ce comic strip est typique d'un genre qui fleurit dans les journaux après la crise de 1929 : des personnages pauvres confrontées aux difficultés de la l'existence mais qui restent honnêtes et aident leur prochain. Le strip est distribué par Publishers Syndicate à partir du 29 octobre 1934. En 1939, Martha Orr abandonne Apple Mary pour se consacrer à sa famille.Le strip est alors repris par son assistante Dale Conner qui travaille peu après avec le scénariste Allen Saunders. Martha Orr cesse définitivement de dessiner des bandes dessinées à cette période,,. Par la suite, elle dessine seulement pour le plaisir des couvertures de programmes ou des posters pour des associations.Elle meurt le 27 juillet 2001 à Winter Park.